# カリン・パルグトバ
カリン・パルグトバ（Karin Palgutová、1993年2月12日 - ）は、スロバキアの女子バレーボール選手。スロバキア代表。

## 来歴

### クラブチーム
ブラチスラヴァ出身。2009年、Strabag VC FTVS UK Bratislavaに入団。3年間在籍し、スロバキア国内リーグで優勝1回、準優勝1回を経験した。2012年、アメリカ合衆国のセント・ジョンズ大学へ進学し、経営学を学びながらバレーボール選手としても活躍し、学士号を取得。卒業後の2016年、スイスのVolley Luganoへ入団することが発表され、2016/17シーズンのスイスリーグに出場した。2017年7月、フランスのQuimper Volley 29へ移籍することが発表され、2年間プレーした。2019年6月、Vandœuvre Nancy Volley-Ballへ移籍し、2020/21シーズンも同チームと契約を更新し、2年間プレーした。2021年6月、ヴォレロ・ル・カネへの移籍が発表され、2021/22シーズンのフランスリーグA、フランスカップで優勝を果たした。2022/23シーズンからはフランスのLevallois Paris Saint-Cloudでプレーし、2023/24シーズンのフランスリーグで優勝を果たした。2024年6月、アメリカ合衆国の新設リーグLOVBに参戦することが発表された。

### 代表チーム
アンダーカテゴリーの代表として2009年、U-19世界選手権に出場した。同年のU-18欧州選手権では4位となった。2010年、U-20欧州選手権に出場し6位となった。2011年、ペルーで開催されたU-20世界選手権に出場し7位となった。2016年、シニア代表に初選出され、同年のヨーロッパリーグで銀メダルを獲得した。2019年、欧州選手権に出場した。2021年、ヨーロッパゴールデンリーグに出場し5位となった。2022年からは代表チームで主将を務め、2023年の欧州選手権に出場し10位となった。また、スロバキアバレーボール連盟から2022年度と2023年度の年間最優秀選手賞を受賞した。

## エピソード
- 父のMiroslav Palgutは元スロバキア男子代表の監督を務めた。兄の影響でバレーボールを始めた[12]。

## 球歴
- 欧州選手権 - 2019年、2021年、2023年

## 受賞歴
- 2023年 - スロバキアバレーボール連盟 2022年の年間最優秀選手賞
- 2024年 - スロバキアバレーボール連盟 2023年の年間最優秀選手賞

## 所属クラブ
- Strabag VC FTVS UK Bratislava（2009-2012年）
- セント・ジョンズ大学（2012-2016年）
- Volley Lugano（2016-2017年）
- Quimper Volley 29（2017-2019年）
- Vandœuvre Nancy Volley-Ball（2019-2021年）
- ヴォレロ・ル・カネ（2021-2022年）
- Levallois Paris Saint-Cloud（2022-2024年）
- LOVBヒューストン（2024年-）